# Skye Lourie
Skye Lourie (15 de dezembro de 1990) é uma atriz nascida na Nova Zelândia, com nacionalidade britânica.
Nascida na Nova Zelândia e criada na Toscana e Escócia, Lourie participaram Tring Parque Escola de Artes Cênicas e Hurtwood House. Skye Lourie é mais conhecido por interpretar Elizabeth de Weymouth, na TV, a minissérie Os Pilares da Terra (2010). Outros créditos do filme são A Realização e cobaias. Ela estrelou na série de TV Confusão no episódio Curiosidade Chamou a Kat (2012). Em 2011, foi destaque no vídeo da música Tempo, escrito pelo Britânico tambor e bass duo Chase & Status' para o seu segundo álbum de estúdio, Não há Mais Ídolos. Em 2015, ela apareceu em Lake Placid vs.Anaconda.

## Filmografia

### Cinema
| Ano  | Filme                    | Personagem   | Notas                 |
| ---- | ------------------------ | ------------ | --------------------- |
| 2011 | The Holding              | Hannah       |                       |
| 2012 | The Facility             | Carmen       | Participação especial |
| 2015 | Lake Placid vs. Anaconda | Bethany Tull | co-protagonista       |
| 2017 | The Marker               | Jess         |                       |
| 2017 | Starvecrow               | Skye         |                       |
| 2018 | Farming                  | Paula        |                       |

### Televisão
| Ano  | Série               | Personagem     | Notas                              |
| ---- | ------------------- | -------------- | ---------------------------------- |
| 2010 | Os Pilares da Terra | Elizabeth      | 13 episódios                       |
| 2012 | Hustle              | Kat Farmer     | Episódio; Curiosity Caught the Kat |
| 2015 | Uncle               | Belle          |                                    |
| 2015 | No Offence          | Amy            | participação especial              |
| 2018 | Hard Sun            | Rebecca Leaver | Episódio; Can You Hear Him Now?    |